# Formiate

Structure de l'ion formiate.

L'ion formiate (nom trivial) ou méthanoate (nomenclature systématique), de formule HCOO−, est un anion carboxylate, la base conjuguée de l'acide méthanoïque ou acide formique (HCOOH). Le terme formiate/méthanoate désigne également les sels ou esters de cet acide carboxylique.
HCOOH(aq) + H2O  {\displaystyle \rightleftharpoons }  H3O+(aq) + HCOO−(aq)

## Demi-réaction acide-base
- HCOOH = HCOO− + H+.

## Exemples de sels et esters

### Sels
- Formiate de lithium, Li(HCOO).
- Formiate de sodium, Na(HCOO).
- Formiate de potassium, K(HCOO).
- Formiate de césium, Cs(HCOO).

### Esters
- Formiate de méthyle, HCOO-CH3.
- Formiate d'éthyle, HCOO-CH3CH2.
- Formiate de propyle.
- Formiate de n-butyle.
- Formiate de pentyle.
- Formiate d'hexyle.
- Formiate d'heptyle.
- Formiate d'octyle.
- Formiate de nonyle.
- Formiate de cis-3-hexényle.